# Вело-Веронезе
Вело-Веронезе (італ. Velo Veronese, вен. Veło Veronexe) — муніципалітет в Італії, у регіоні Венето,  провінція Верона.
Вело-Веронезе розташоване на відстані близько 430 км на північ від Рима, 100 км на захід від Венеції, 20 км на північний схід від Верони.
Населення — 777 осіб (2014).
Щорічний фестиваль відбувається 24 червня. Покровитель — святий Іван Хреститель.

## Демографія
Населення за роками:

Станом на 1 січня 2023 року в муніципалітеті офіційно проживало 26 іноземців з 9 країн, серед них 11 громадян країн Євросоюзу та 1 громадянин України.

## Сусідні муніципалітети
- Бадія-Калавена
- Ровере-Веронезе
- Сан-Мауро-ді-Саліне
- Сельва-ді-Проньо